# Xystriogidiella spathulata
Xystriogidiella spathulata is een vlokreeftensoort uit de familie van de Bogidiellidae. De wetenschappelijke naam van de soort is voor het eerst geldig gepubliceerd in 1987 door Stock & Rondé-Broekhuizen.